# George Will

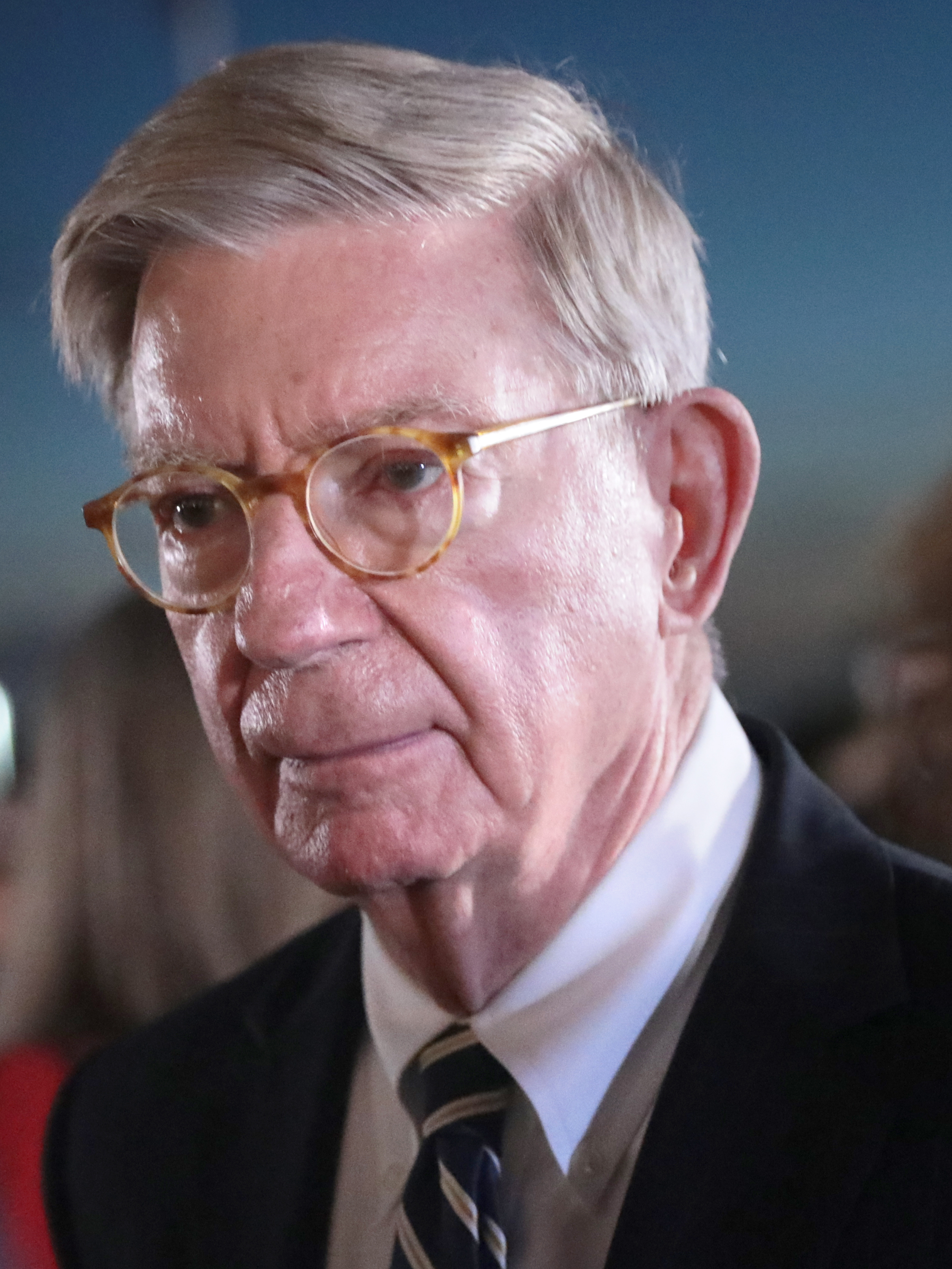
George Will (2022)

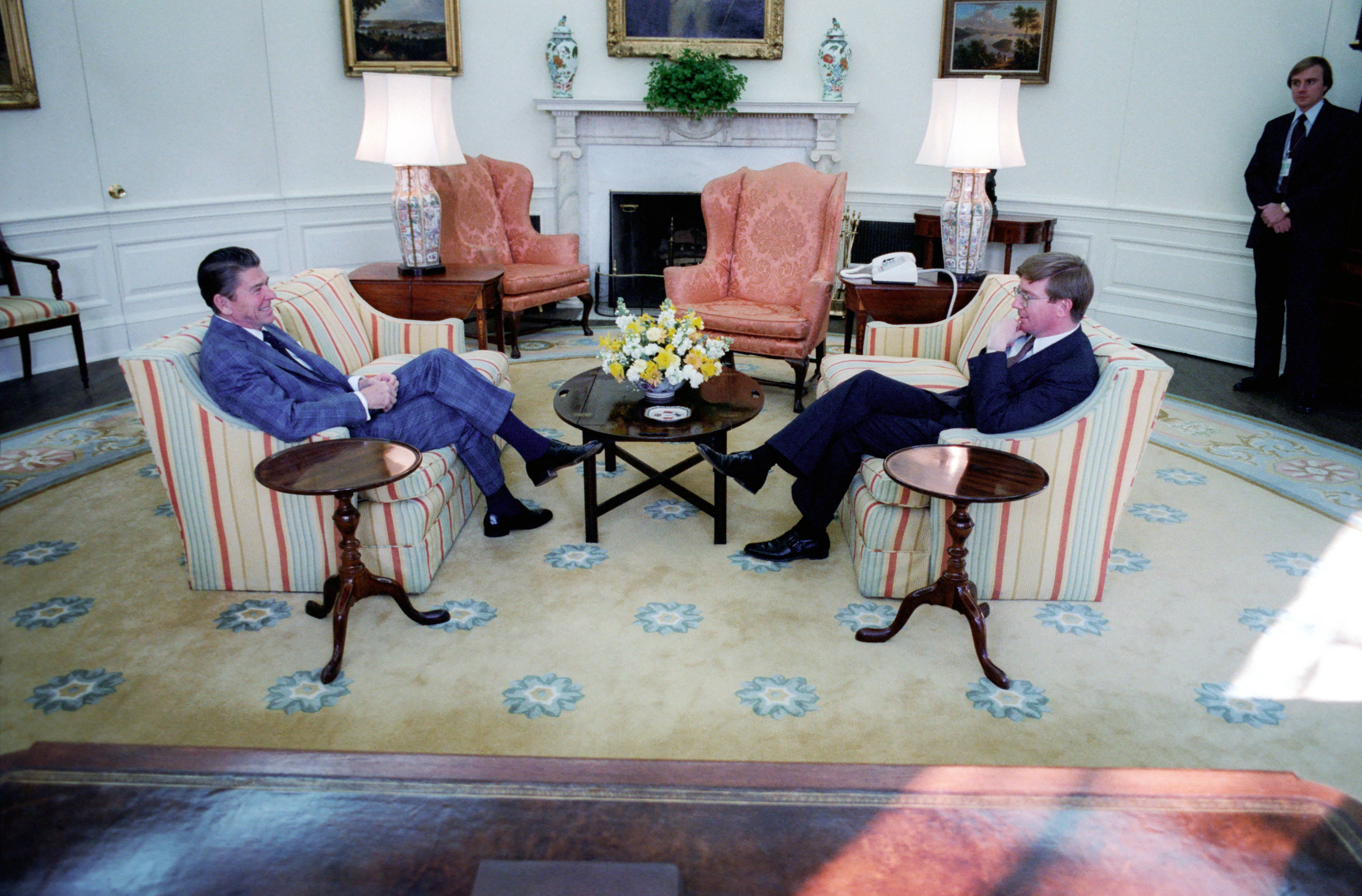
US-Präsident Ronald Reagan und George Will (1981)

George F. Will (* 4. Mai 1941 in Champaign, Illinois) ist ein US-amerikanischer Journalist und Autor.

## Leben
Will, Sohn eines Philosophie-Professors, studierte am Trinity College in Oxford und an der Princeton University. Er lehrte an der Michigan State University und der University of Toronto politische Philosophie. Will arbeitete auch für den US-Senator Gordon L. Allott. Von 1972 bis 1978 schrieb Will für die Zeitung National Review  Am 1. Januar 1974 verfasste er seine erste Kolumne für die Washington Post. Zwei Jahre später schrieb er gleichzeitig für die Newsweek. Insgesamt gewann er 16 Preise, darunter den Pulitzer-Preis im Jahr 1977 und den Silurian Award for editorial writing im Jahr 1980. 1985 wurde er von der Washington Journalism Review zum Besten Autor gekürt. 1991 heiratete er Mari Maseng Will, die zuvor in der Regierung von US-Präsident Ronald Reagan gearbeitet hatte. Insgesamt schrieb Will bereits für über 460 Zeitungen über außen- und innenpolitische Themen. Des Weiteren war er als Kommentator für den Sender ABC tätig. 2013 wechselte Will zu Fox News, 2017 zu MSNBC und 2022 zu NewsNation.

## Schriften (Auswahl)
- The Pursuit of Happiness and Other Sobering Thoughts. Harper & Row, 1978.
- The Pursuit of Virtue and Other Tory Notions. Simon & Schuster, 1982.
- Statecraft as Soulcraft: What Government Does. Simon & Schuster, 1983.
- The Morning After: American Success and Excesses, 1981–1986. Free Press, 1986.
- The New Season: A Spectator's Guide to the 1988 Election. Simon & Schuster, 1987.
- Men at Work: The Craft of Baseball. Macmillan Publishers, 1990.
- Suddenly: The American Idea Abroad and at Home, 1986-1990. Free Press, 1990.
- Restoration: Congress, Term Limits and the Recovery of Deliberative Democracy. Free Press, 1992.
- The Leveling Wind: Politics, the Culture and Other News, 1990–1994. Viking, 1994.
- The Woven Figure: Conservatism and America's Fabric: 1994–1997. Scribner, 1997.
- Bunts: Pete Rose, Curt Flood, Camden Yards and Other Reflections on Baseball. Simon & Schuster, 1997.
- With a Happy Eye But...: America and the World, 1997–2002. Free Press, 2002.
- One Man's America: The Pleasures and Provocations of Our Singular Nation. Crown Publishing Group, 2008.
- A Nice Little Place on the North Side: Wrigley Field at One Hundred. Crown Archetype, 2014.
- The Conservative Sensibility. Hachette Books, 2019.
- American Happiness and Discontents, 2008-2020. Hachette Books, 2021.